# Khorkhorunik
Khorkhorunik (armeni: Խորխոռունիք) fou una comarca d'Armènia, a la part nord-oriental de Baspracània, al districte de Nakhtxivan. Fou feu dels Korkhoruni fins al segle viii i després fou ocupat pels àrabs en part i la resta va passar als bagràtides.